# Пограничная церемония в Вагахе

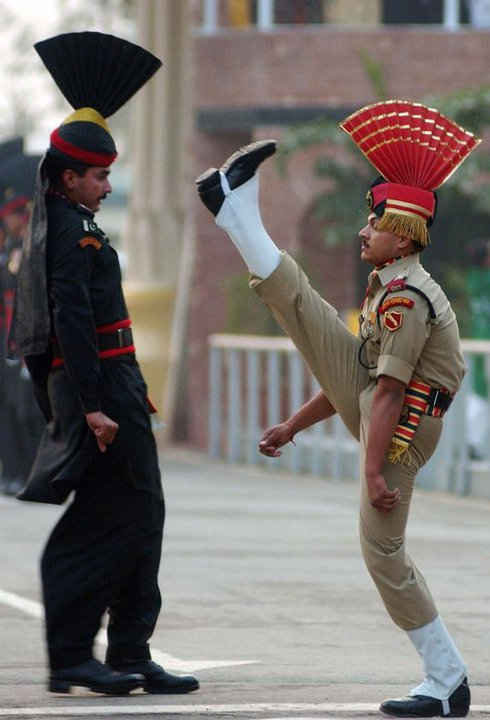
Каждодневный ритуал всемирно известен благодаря парадной униформе, головным уборам и причудливым строевым приёмам военных обеих сторон, словно соревнующихся друг перед другом в образцовой строевой выучке

Церемония спуска флагов на границе в городе Вагах происходит ежедневно с 1959 года, её проводят бойцы войск пограничной безопасности Индии и пакистанские рейнджеры. Участники, одетые в красочные мундиры, выполняют быстрые и отрывистые перемещения, похожие на танцевальные движения. Церемония является символом соперничества между двумя нациями и в то же время сотрудничества и дружбы. Похожие парады проводятся на границе Mahavir/Sadqi близ Фазилики и Hussainiwala/Gandasinghwala близ Фирозпура.

## Описание
Церемония начинается каждый вечер после заката на участке границы в городе Вагах. Вагах был частью Великого колёсного пути — единственной дороги между двумя странами до открытия Аман-Сету в г. Кашмире. Церемония (называемая на международном уровне церемонией отбоя (англ. beating a retreat)) начинается с экспрессивного парада солдат обеих стран и заканчивается одновременным спуском флагов обоих государств. На каждой стороне ворот становится по одному пехотинцу. В момент захода солнца железные ворота на границе открываются и два флага спускаются одновременно. Флаги сворачиваются, и солдаты с обеих сторон обмениваются быстрым рукопожатием, после чего ворота закрываются. Церемония привлекает большое количество зрителей из обеих стран и иностранцев. В октябре 2010 года генерал-майор пакистанских рейнджеров Якуб Али-хан решил, что необходимо смягчить агрессивный характер церемонии. Участники церемонии готовятся специально, им разрешается отращивать бороды и усы.
2 ноября 2014 года на стороне Пакистана произошла террористическая атака. Сразу после окончания церемонии неизвестный смертник (18 или 20 лет от роду) в 500 метрах от пограничных ворот подорвал 5-килограммовый заряд взрывчатки, спрятанный в жилете. 60 человек погибло, около 110 получили ранения.
Церемония продолжилась, несмотря на пакистано-индийский конфликт 29 сентября 2016 года, хотя индийцы не разрешали публике присутствовать на церемонии со своей стороны в период с 29 сентября по 8 октября 2016 года. Как знак нарастающей напряжённости индийские пограничники не стали обмениваться приветствиями с пакистанскими коллегами и передавать друг другу сладости в Дивали в 2016, несмотря на годовую традицию обмена в ходе религиозных праздников, таких как Ид аль-Адха и дивали, и в ходе празднования дней независимости обеих стран.

## Галерея

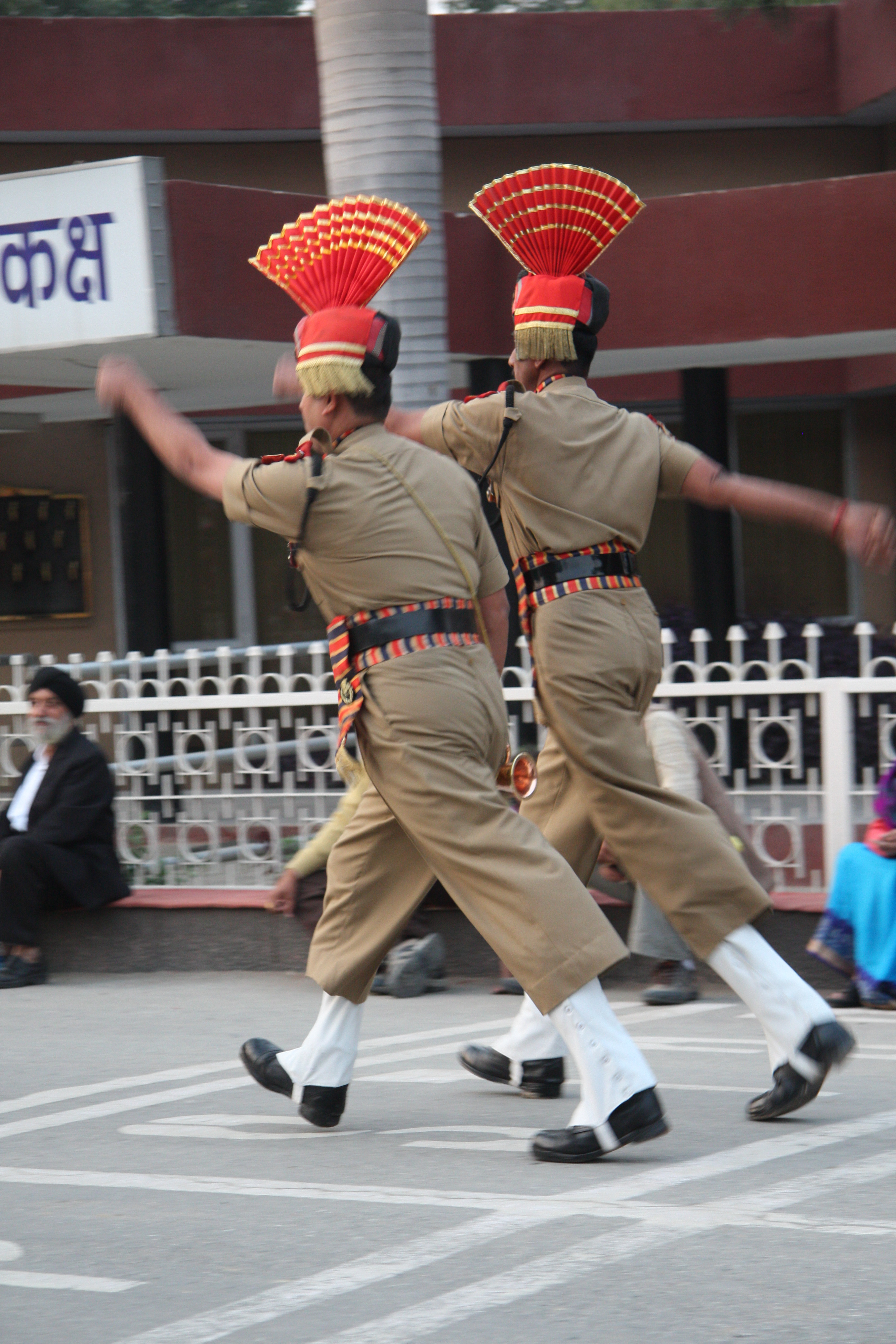
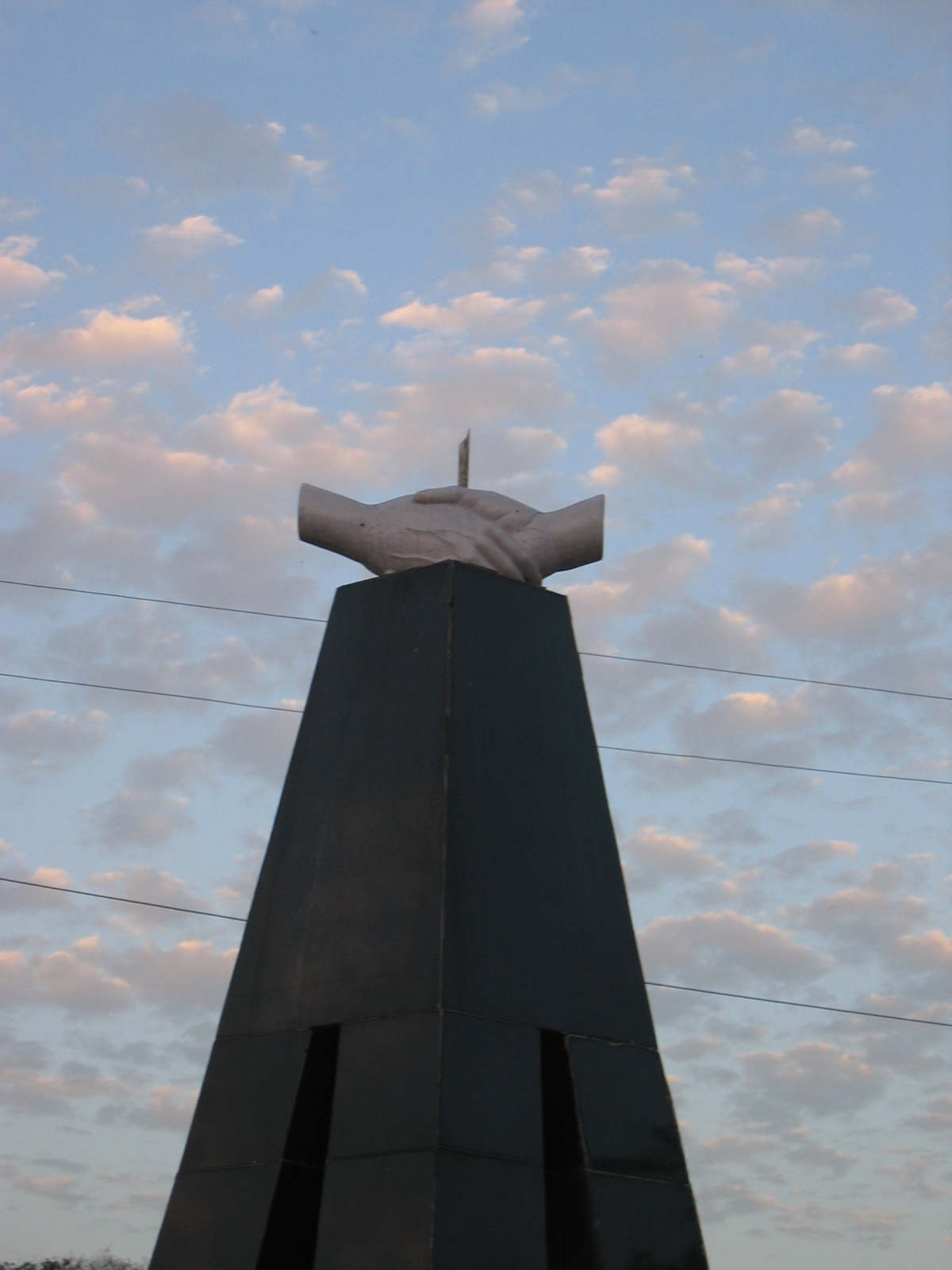
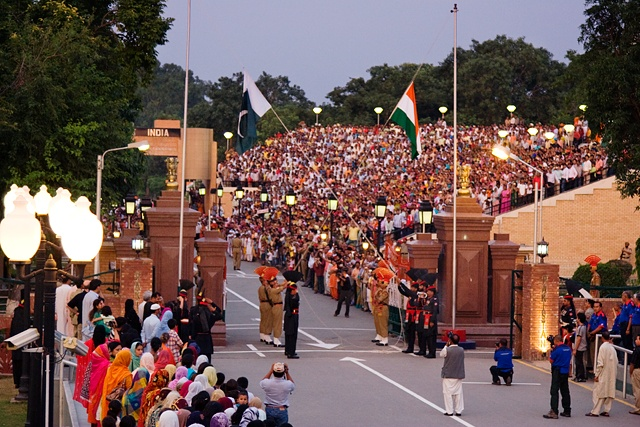
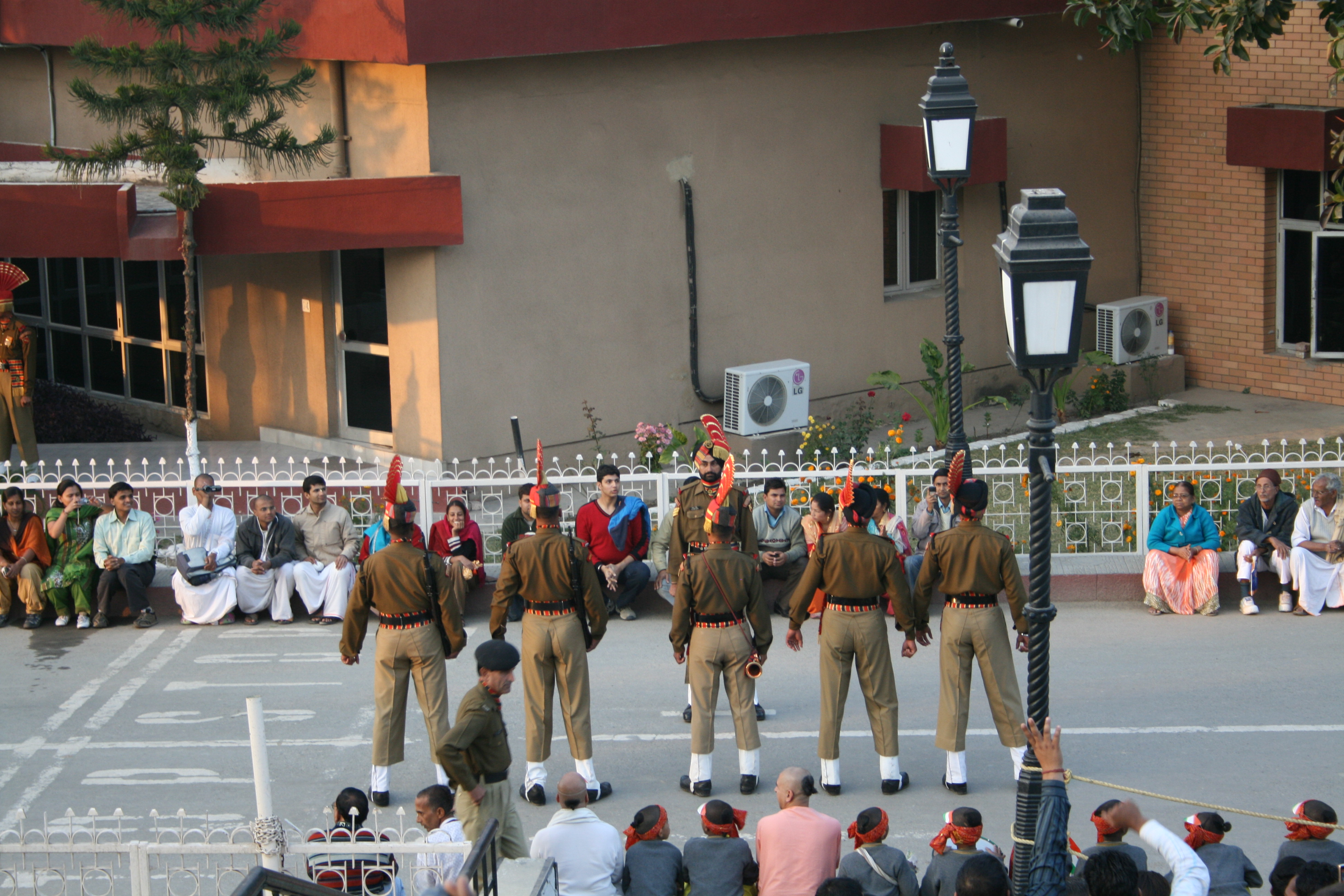
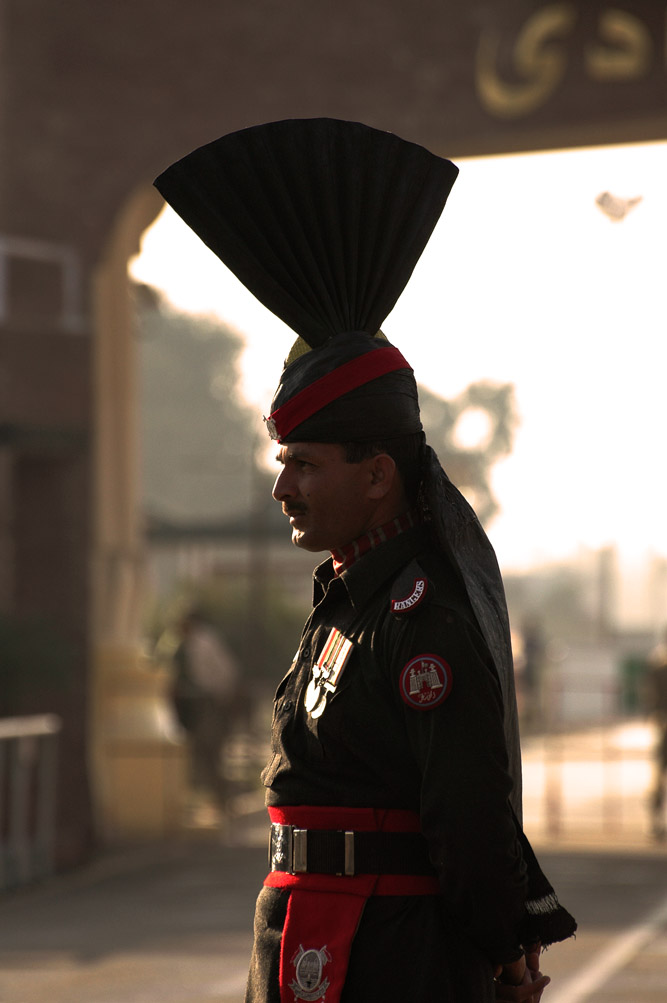
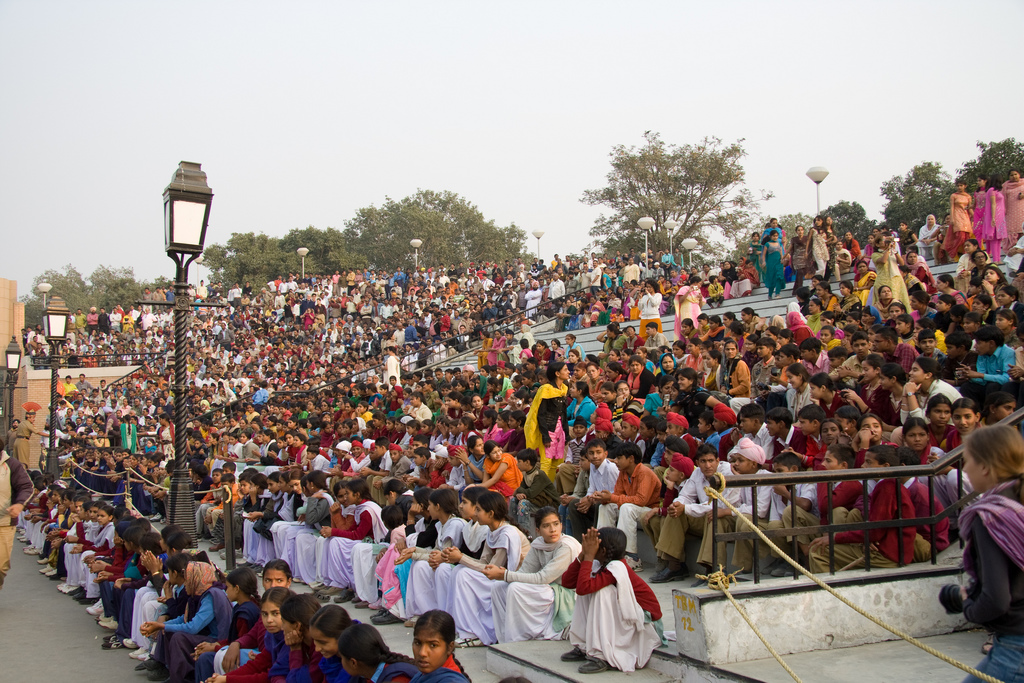
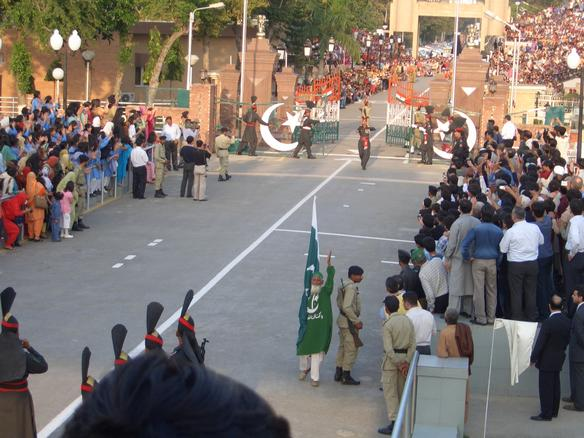
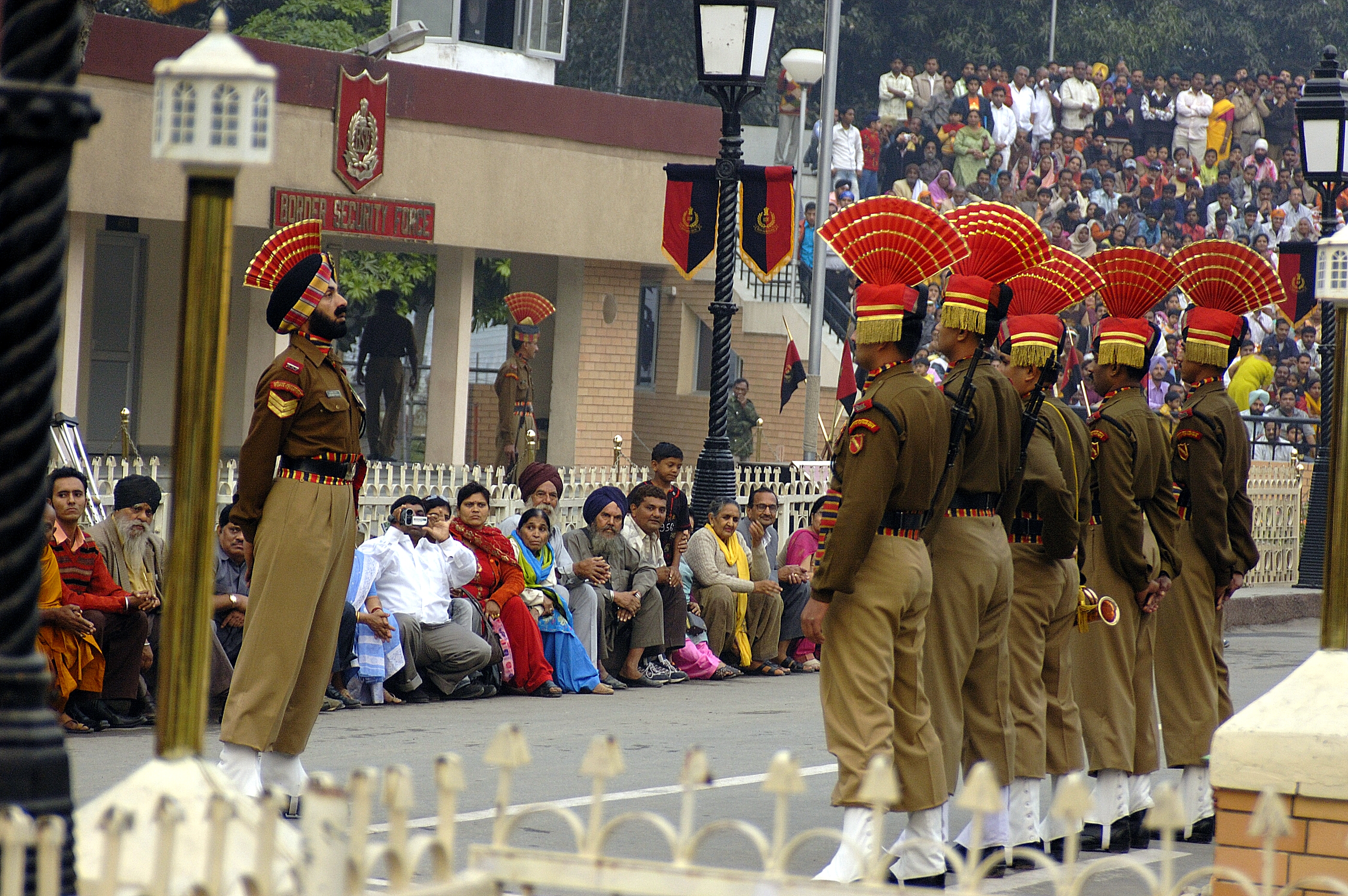
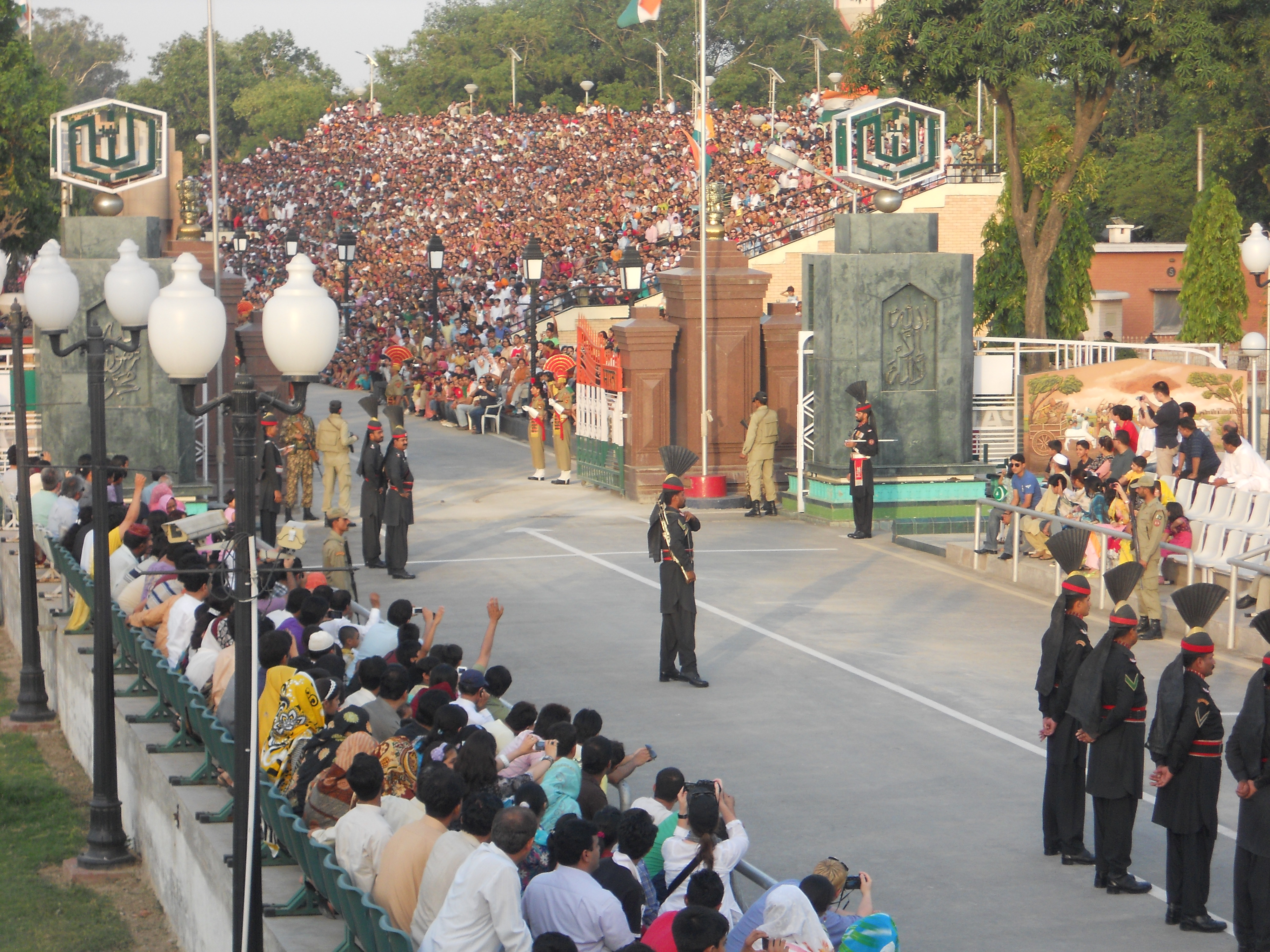
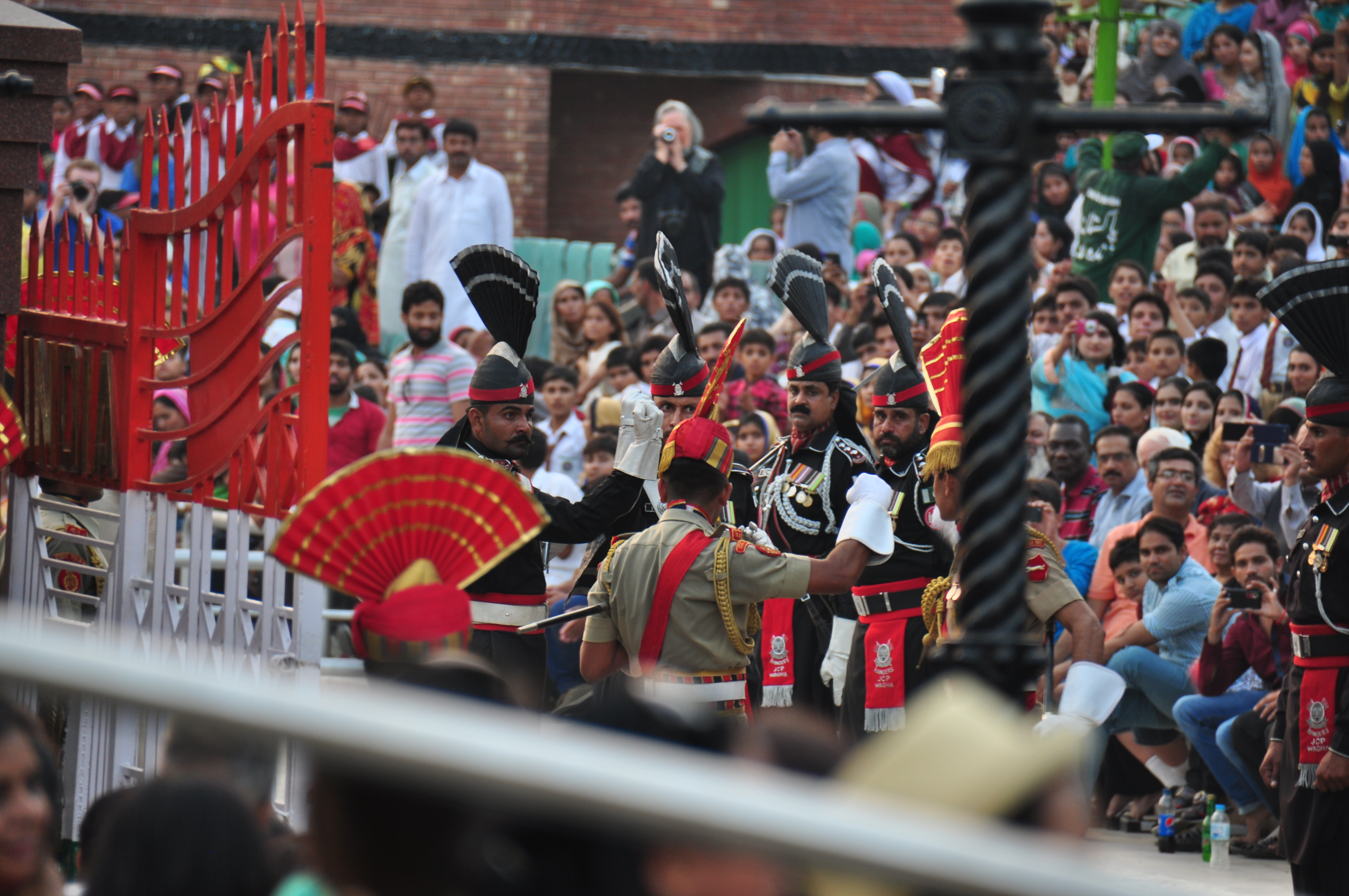
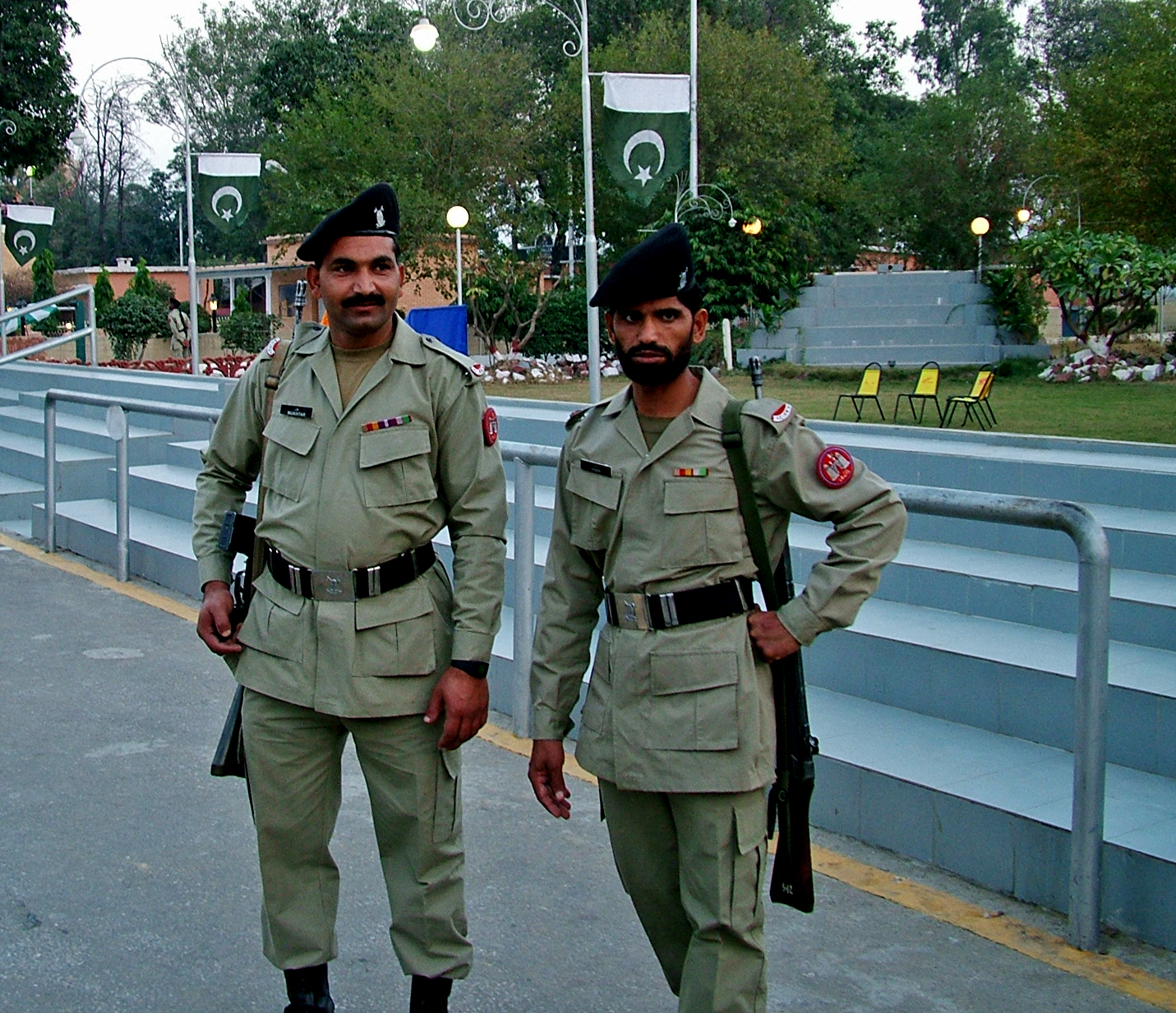
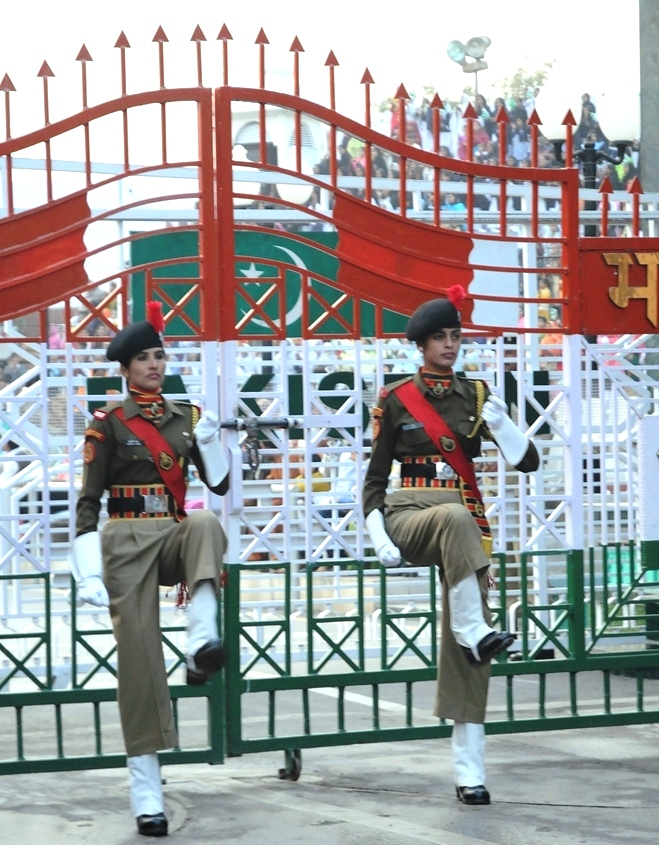
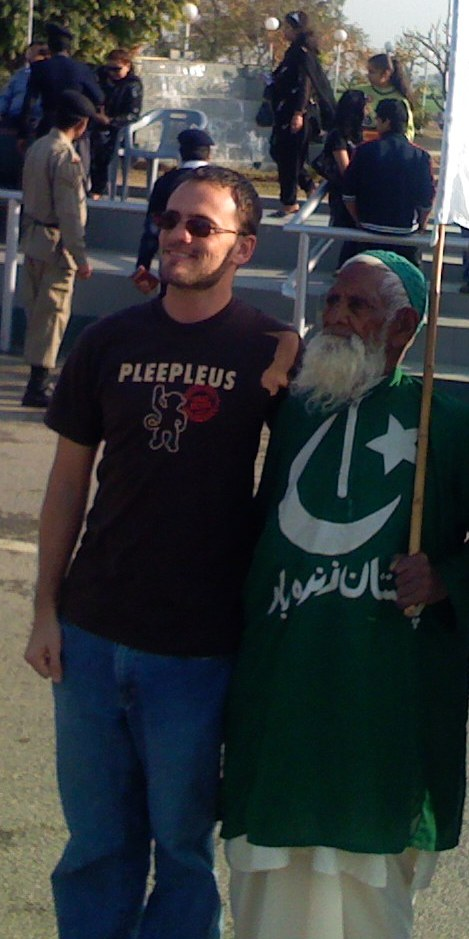